# Max Svensson (fotbollsspelare)
Max Svensson, född 19 juni 1998 i Teckomatorp, är en svensk fotbollsspelare som spelar för Helsingborgs IF.  

## Klubbkarriär
Svensson inledde karriären i Teckomatorps SK men tog som åttaåring klivet till Häljarps IF. När Svensson var i tolvårsåldern gjorde han sedan övergången till Helsingborgs IF.
Efter att under hösten 2015 fått chansen i Helsingborgs IF Akademi gjorde Max Svensson sin a-lagsdebut för Helsingborgs IF i 2016 års första träningsmatch mot Östers IF. Under försäsongen gjorde han också sitt första mål för HIF, då han avgjorde genrepet mot Trelleborgs FF. Säsongen 2016 fick Svensson även göra allsvensk debut för Helsingborgs IF i bortamötet mot GIF Sundsvall den 16 juli. När HIF var tillbaka i Allsvenskan 2019 spelade Max Svensson en betydelsefull roll för nykomlingarna, och i slutet av säsongen blev han utsedd till Årets HIF:are Han avslutade sin första fulla Allsvenska säsong med 7 mål och 3 assist i serien.
I juli 2021 värvades Svensson av nederländska Willem II, där han skrev på ett treårskontrakt. Svensson debuterade i Eredivisie den 15 augusti 2021 i en 4–0-förlust mot Feyenoord, där han blev inbytt i den 67:e minuten mot Ché Nunnely.
I juli 2024 återvände Svensson till Sverige och skrev på ett halvårskontrakt med Kalmar FF. I december 2024 återvände han till Helsingborgs IF och skrev på ett tvåårskontrakt med klubben.

## Landslagskarriär
I november 2015 blev Svensson för första gången kallad till en landslagssamling. Under sensommaren 2016 fick han sedan göra sina två första P19-landskamper för det svenska landslaget. Sommaren 2017 var han tillsammans med lagkamraten Charlie Weberg en del av Sveriges 18-mannatrupp i U19-EM. Speltiden uteblev i premiärmatchen mot Tjeckien men i de två andra gruppspelsmatcherna, mot Georgien och Portugal, fanns Svensson med i startelvan. För Sveriges del tog EM-äventyret slut efter mötet med Portugal.
Den 5 oktober blev Max Svensson återigen inkallad till det Svenska U21 landslaget efter att tre återbud hade inkommit.  Samlingen var på Olympia, Helsingborg och man skulle spela U21 EM-kvalmatcher mot Luxemburg  och Armenien. Första matchen mot Luxemburg fick Max Svensson spela från start och gjorde succé genom att göra ett mål och en assist innan han blev utbytt i den 57:e matchminuten.  Vinst blev det till Sverige med klara 4-0, och detta innebär hans andra landskamp med U21-landslaget. I en intervju efteråt uttryckte han ''Skön känsla såklart, viktigt med seger för att hålla det vid liv att vi kan gå vidare och kul för egen del att få göra poäng''.